# Ferdinand Boberg

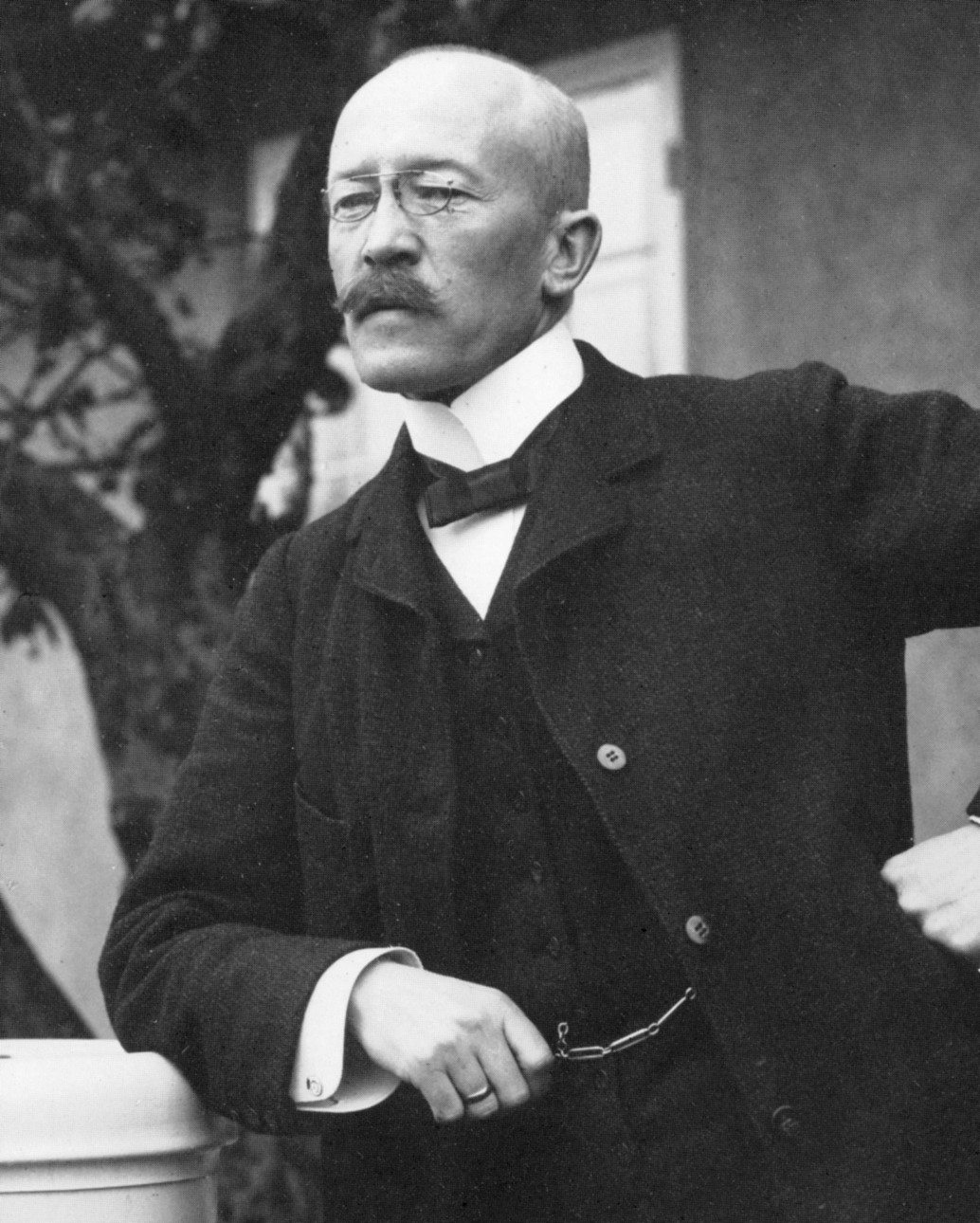
Ferdinand Boberg 1903

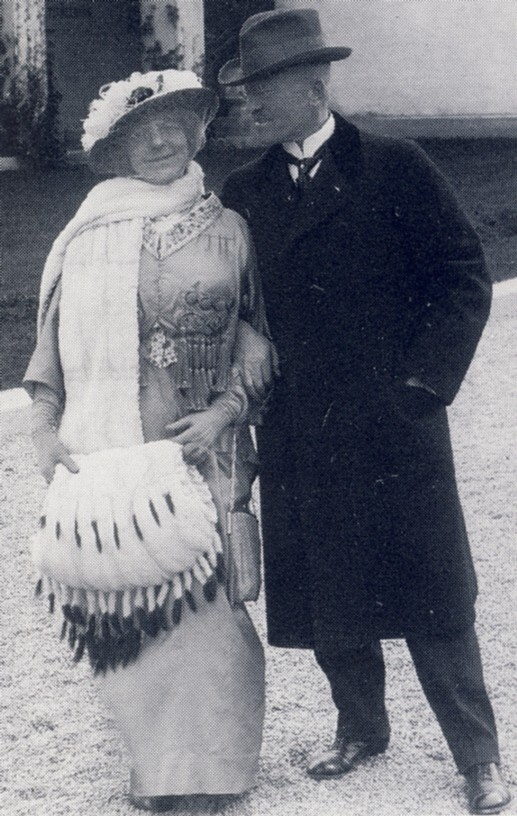
Anna und Ferdinand Boberg auf der Baltiska utställningen in Malmö

Ferdinand Boberg (* 11. April 1860 in Falun; † 7. Mai 1946 in Stockholm) war schwedischer Architekt.
Ferdinand Boberg war einer der bekanntesten und produktivsten Architekten Schwedens um die Jahrhundertwende 1900. Boberg war der führende Vertreter der Moderne und trug wesentlich zur Verbreitung des Jugendstils in Schweden bei. Von 1897 bis 1915 war er der führende Architekt für große Ausstellungen (Stockholmer Ausstellung 1897 und 1909, Baltische Ausstellung in Malmö 1914 u. a.) Außerdem zeichnete Boberg verantwortlich für die schwedischen Pavillons bei den Weltausstellungen in Paris 1900 (Exposition Universelle et Internationale), St. Louis 1904 (Louisiana Purchase Exposition), San Francisco 1915 (The 1915 Panama-Pacific Exposition) u. a.
Nach dem Ersten Weltkrieg bekam er weniger Aufträge, sein Stil war veraltet und in Schweden galt nun der Klassizismus der 1920er Jahre als modern. Während dieser Zeit beschäftigte Boberg sich damit, durch Schweden zu reisen und ältere, hauptsächlich ländliche Bauten zu dokumentieren.
Ferdinand Boberg arbeitete auch als Designer, vor allem für Möbel, Keramik (u. a. für die Manufaktur Rörstrand) und Glas (für Kosta und Reijmyre).
Boberg war mit der Malerin Anna Boberg (1864–1935, geborene Scholander) verheiratet.

## Werke (Auswahl)
- Feuerwache in Gävle (1890)
- Kirche in Skagerhult (1896)
- Neue Alnö-Kirche in Vi auf Alnön (1896)
- Wasserturm Mosebacke in Stockholm (1896)
- Rosenbad in Stockholm (1902)
- Hauptpost in Stockholm (1904)
- Prinz Eugens Waldemarsudde, Djurgården / Stockholm (1904)
- Thielska galleriet, Djurgården / Stockholm (1905)
- Postamt in Malmö (1906)
- Offenbarungskirche in Saltsjöbaden (1913)
- Kaufhaus Nordiska Kompaniet in Stockholm (1915)